# Gampola
Gampola (syng. ගම්පොල, tamil. கம்பளை) – miasto w Sri Lance, w prowincji Środkowa.